# Тепловий неруйнівний контроль

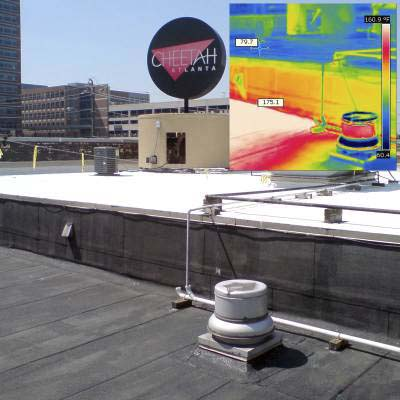
На вставці інфрачервона термографія покрівлі в несправжньому кольорі в сонячний день; білі поверхні (пофарбовані в синій колір на термографі) покриті еластомером для зменшення сонячного навантаження та мають температуру поверхні приблизно 60 °F (16 °C); сірі поверхні (пофарбовані в червоний/білий колір на термограмі) є стандартним асфальтовим (бітумним) покриттям і мають температуру поверхні приблизно 160 °F (71 °C).

Теплови́й неруйнівни́й контро́ль — неруйнівний контроль, що ґрунтується на реєстрації теплових або температурних полів об'єкта контролю.
Він застосовний до об'єктів з будь-яких матеріалів. За характером взаємодії температурного поля з об'єктом контролю розрізняють методи: пасивний або власного випромінювання (на об'єкт не впливають зовнішнім джерелом енергії) і активний (об'єкт нагрівають або охолоджують від зовнішнього джерела). Вимірюваним інформаційним параметром служить температура або тепловий потік.
За способом отримання первинної інформації тепловий неруйнівний контроль може проводитись з використанням: пірометрії, рідких кристалів, термофарб, термопаперу, термолюмінофорів, термозалежних параметрів, оптичних методів, інтерференційних явищ, калориметрії.

## Методи ТНК
- Вібротепловізійний метод;
- Метод теплової томографії;
- Тепловізійний метод контролю вологості;
- Вихрострумотепловий метод;
- Радіо-тепловий метод;
- Фазова термографія;
- Теплоголографічний ТНК композитів;
- Фототермоакустичні методи  ТНК.

## Прилади для проведення ТНК
- Термометри ;
- Тепловізійна апаратура;
- Матрична тепловізійна апаратура з комутацією сигналів.